# Herwig Wolfram
Herwig Wolfram (n. 14 februarie 1934, Viena, Statul Federal al Austriei) este un medievist austriac, din 1983 până în 2002 director al Institutului Austriac de Istorie (Institut für Österreichische Geschichtsforschung).
Specialist în istoria goților.

## Scrieri
- Geschichte der Goten. Von den Anfängen bis zur Mitte des sechsten Jahrhunderts, München, 1980. Lucrare tradusă în italiană, engleză, franceză, rusă, bulgară, spaniolă etc.